# وتریماران
وتریماران (انگلیسی: Vetrimaaran؛ زادهٔ ۴ سپتامبر ۱۹۷۵) کارگردان فیلم و تهیه‌کننده اهل هند است.
وی برنده جایزه ملی فیلم بهترین کارگردانی شده‌است.